# Tingitanska Mauretanija
Tingitanska Mauretanija (lat. Mauretania Tingitana), rimska provincija koja se nalazila se u sjeverozapadnoj Africi. Otprilike se podudarala sa sjevernim dijelom današnjeg Maroka i španjolskim gradovima Ceutom i Melillom. Na jugu se prostirala do prostora današnje Mauretanije.
Provincija se prostirala od sjevernog poluotoka nasuprot Gibraltara do Chellaha (ili Sale) i Volubilisa na jugu i na istoku sve do rijeke Oued Laou. Glavni grad joj je bio grad Tingis, današnji Tanger, po kojem je dobila ime. Ostali važni gradovi u provinciji su bili Iulia Valentia Banasa i Lixus.

## Poveznice
- Cezarejska Mauretanija
- rimske ceste u Maroku

## Vanjske poveznice
- Thayer's Gazetteer na LacusCurtius
- Encyclopaedia Britannica 1911: "Mauretania"
- Mauretania Tingitana (na španjolskom)
- Pasija sv. Marcela   Arhivirana inačica izvorne stranice od 9. rujna 2005. (Wayback Machine)